# José Sánchez Porras
José Hernán Sánchez Porras (Palmira, Venezuela; 31 de marzo de 1944 - Caracas, 13 de octubre del 2014) fue un obispo católico venezolano que se desempeñó como capellán militar muchos años hasta llegar a ser segundo obispo castrense de Venezuela.

## Biografía

### Nacimiento
Nació en Palmira, 31 de marzo de 1944. Sus padres fueron José Hernán Sánchez y Florelia Porras de Sánchez.

### Estudios y títulos obtenidos
- Primaria en el Grupo Escolar Monseñor San Miguel de la ciudad de Palmira.
- Seminario Menor de San Cristóbal.
- Seminario Diocesano Santo Tomás de Aquino.[4] Se graduó en Filosofía y Teología.
- Instituto Universitario Eclesiástico Santo Tomás de Aquino.  Realizó una Licenciatura en Teología en el 1986.
- En 1993 obtuvo una Licenciatura en Educación, mención Filosofía.

### Sacerdote
El 25 de junio de 1967 fue ordenado sacerdote en Palmira por Alejandro Fernández Feo-Tinoco, obispo de la Diócesis de San Cristóbal. 

#### Capellán de su santidad
El 28 de diciembre de 1981 fue nombrado capellán de su Santidad por el papa Juan Pablo II.

#### Cargos
- Maestro de ceremonias de la Iglesia Catedral de San Cristóbal, 15 de septiembre de 1965 al 15 de agosto de 1994.
- Vicario cooperador Parroquia de Abejales, 2 de agosto de 1967 al 5 de julio de 1968.
- Director espiritual del Seminario Menor de San Cristóbal, 5 de julio de 1968 al 15 de julio de 1970.
- Profesor de Matemáticas, 1 de octubre de 1968 a 15 de julio de 1981 en el Seminario Menor.
- Profesor de Moral Social y Cívica, 1 de octubre de 1968 a 17 de julio de 1970.
- Profesor de Teología Litúrgica, 1 de octubre de 1969 a 15 de julio de 1976.
- Profesor de Religión, 1 de octubre de 1972 a 15 de julio de 1980.
- Profesor de Medios de Comunicación Social, en el Seminario Mayor, de 1 de octubre de 1976 a 2 de febrero de 1988.
- Promotor Vocacional Diocesano, 10 de julio de 1975 al 10 de mayo de 1988.
- Coordinador de la Pastoral del Seminario Mayor, 1 de octubre de 1978 a 2 de febrero de 1988.
- Director Espiritual del Seminario Mayor, 1 de octubre de 1979 a 2 de febrero de 1988.
- Profesor de Latín, Seminario Mayor, 1 de octubre de 1982 a 28 de febrero de 1988.
- Profesor de Oratoria, Seminario Mayor, 1 de octubre de 1982 a 28 de febrero de 1988.
- Vicerrector del Seminario Mayor Santo Tomás de Aquino, 2 de febrero de 1988 a 2 de enero de 1990.
- Administrador del Seminario Santo Tomás de Aquino, 10 de mayo de 1988 a 2 de enero de 1990.
- Integrante del Consejo Presbiteral de la Diócesis de San Cristóbal, 2 de enero de 1990 a 18 de mayo de 1993.
- Integrante del Colegio de Consultores de la Diócesis de San Cristóbal, 9 de octubre de 1990 a 9 de octubre de 1995.
- Rector del Seminario Mayor Santo Tomás de Aquino de San Cristóbal, 2 de enero de 1990 a 15 de agosto de 1994.
- Profesor de Religión, 1 de octubre de 1991 a 15 de agosto de 1994.
- Integrante del Consejo Presbiteral de la Diócesis de San Cristóbal, 18 de mayo de 1993 a 18 de mayo de 1996.
- Subsecretario de la Conferencia Episcopal Venezolana, 1 de septiembre de 1994 a 9 de julio de 1996.
- Miembro de la Junta Directiva de la Fundación para la Educación Superior Eclesiástica Juan Pablo II: FESE, 1 de septiembre de 1994 a 10 de enero de 2001
- Secretario general de la Conferencia Episcopal de Venezuela (CEV) desde julio de 1996 hasta enero de 2001. (Primer sacerdote en ser Secretario General de la CEV)

#### Capellán militar
- Capellán de la Guarnición de Colón, 24 de diciembre de 1969 al 30 de septiembre de 1970.
- Capellán Militar del Cuartel General de la Primera División de Infantería, del Cuartel Negro Primero y de la Batería de Obuses, 1 de octubre de 1970 a julio de 1972.
- El 5 de julio de 1972 fue asimilado en el ejército de Venezuela con el grado de teniente.
- Capellán del Batallón de Infantería Carabobo N 0 41, de la Batería de la Defensa Aérea y de la Compañía de Ingenieros de Combate, 1 de julio de 1972 a 21 de julio de 1987.
- Desde 1987 hasta 1990 fue capellán del Comando de la 21 Brigada de Infantería.
- Capellán del Comando de la Segunda División de Infantería, 1 de julio de 1990 a 2 de enero de 1995.

## Obispo

### Nombramiento
El 19 de diciembre de 2000 fue nombrado obispo del Ordinariato Militar de Venezuela.

### Consagración
El 16 de febrero de 2001 fue consagrado obispo en la iglesia Chiquinquirá de la Florida, Caracas.

### Obispos consagrantes
- Consagrante principal:
  - Mons. Tulio Manuel Chirivella Varela, (Arzobispo de Barquisimeto)
- Concelebrantes asistentes:
  - Mons. Baltazar Enrique Porras Cardozo, (Arzobispo de Mérida)
  - Mons. Mario del Valle Moronta Rodríguez, (Obispo de San Cristóbal de Venezuela)

## Fallecimiento
Falleció el 13 de octubre de 2014 en Caracas debido a un paro respiratorio. Su salud se había deteriorado como consecuencia de la neumonía y la chikunguña. El 14 de octubre de 2014, recibió el ascenso post mortem al grado de general de brigada. Era primo de Baltazar Porras, arzobispo de la arquidiócesis de Mérida.

## Premios y reconocimientos
- Hijo ilustre del Municipio Palmira el 25 de junio de 1967.
- Hijo Ilustre del Distrito Cárdenas, en su Única clase, el 15 de agosto de 1983.
- Orden Militar Rafael Urdaneta, III clase, el 5 de julio de 1984.
- Condecoración Estrella de Carabobo, en su Única clase, el 1 de septiembre de 1986.
- Orden 27 de Junio, II clase, 27 de junio de 1989.
- Orden al Mérito del Ejército, 24 de junio de 1992.
- Botón de oro del Seminario Santo Tomás de Aquino de San Cristóbal, 25 de junio de 1992.
- General Rafael Urdaneta, II clase, 5 de julio de 1992.
- Réplica de la Llave Simbólica de la ciudad de San Cristóbal, 10 de julio de 1993.
- Orden Banco de Fomento Regional Los Andes, 1 clase, 18 de septiembre de 1993.
- Medalla de Oro del Seminario Santo Tomás de Aquino de San Cristóbal, 8 de octubre de 1994.
- Cruz de las Fuerzas Terrestres, II clase, 24 de junio de 1995.
- Botón de Oro del Municipio Guásimos, 23 de julio de 1995.
- Orden al mérito en el trabajo, 1 clase, 12 de abril de 2000.
- Orden Mística "La Virtud del Estadista" General en Jefe Antonio José de Sucre, Categoría Diamante, 3 de mayo de 2000.

## Seminario Castrense de Venezuela
Fundador del Seminario Castrense San Juan de Capistrano, en el año 2002.

## Sucesión de cargos como obispo
| Predecesor: Mons. Marcial Augusto Ramírez Ponce | II Obispo Castrense Desde el 19 de diciembre de 2000 hasta el 14 de octubre de 2014 | Sucesor: Mons. Benito Adán Méndez Bracamonte |